# الموساف
ال-موساف یک منطقهٔ مسکونی در یمن است که در استان حضرموت واقع شده‌است.